# Peter Carter
Peter "Carts" Carter (9 augustus 1964 – 1 augustus 2002) was een Australisch tennisspeler en -coach.

## Biografie
Carter groeide op in de Barossa Valley, vlak bij Adelaide. Op 15-jarige leeftijd verhuisde hij naar Adelaide om les te krijgen van Peter Smith, een trainer die onder andere John Fitzgerald, Darren Cahill, Brod Dyke en Lleyton Hewitt coachte. Doordat hij last kreeg van een blessure kwam hij niet ver in zijn eigen professionele carrière. Hij was voornamelijk in het dubbelspel actief.
Na zijn spelerscarrière kwam hij uiteindelijk als trainer in Zwitserland terecht. Hij ontmoette daar de jonge Roger Federer, die hij tot tijdens zijn professionele carrière zou blijven coachen. Carter zou later ook nog Davis Cup-captain worden van Zwitserland.
Op 1 augustus 2002 kwam hij om bij een auto-ongeluk tijdens een vakantie in Zuid-Afrika.

## Prestatietabel
| Legenda | Legenda                          |
| ------- | -------------------------------- |
| g.t.    | geen toernooi gehouden           |
| l.c.    | lagere categorie                 |
| –       | niet deelgenomen                 |
| G       | uitgeschakeld in de groepsfase   |
| 1R      | uitgeschakeld in de eerste ronde |
| 2R      | uitgeschakeld in de tweede ronde |
| 3R      | uitgeschakeld in de derde ronde  |
| 4R      | uitgeschakeld in de vierde ronde |
| KF      | uitgeschakeld in de kwartfinale  |
| HF      | uitgeschakeld in de halve finale |
| F       | de finale verloren               |
| W       | het toernooi gewonnen            |
| w-v     | winst/verlies-balans             |

### Prestatietabel grand slam, enkelspel
| Toernooi        | 1982 | 1983 | 1984 | 1985 | 1987 | 1988 | 1989 |
| --------------- | ---- | ---- | ---- | ---- | ---- | ---- | ---- |
| Australian Open | 1R   | –    | –    | –    | –    | 1R   | 1R   |
| Roland Garros   | –    | –    | –    | –    | –    | –    | –    |
| Wimbledon       | –    | –    | –    | –    | –    | –    | –    |
| US Open         | –    | –    | –    | –    | –    | –    | –    |

### Prestatietabel grand slam, dubbelspel
| Toernooi        | 1985 | 1987 | 1988 |
| --------------- | ---- | ---- | ---- |
| Australian Open | 2R   | 1R   | 2R   |
| Roland Garros   | –    | –    | 1R   |
| Wimbledon       | –    | –    | 1R   |
| US Open         | –    | –    | –    |